# Myotis capaccinii
Espèce
Statut de conservation UICN

 VU A4bce : Vulnérable

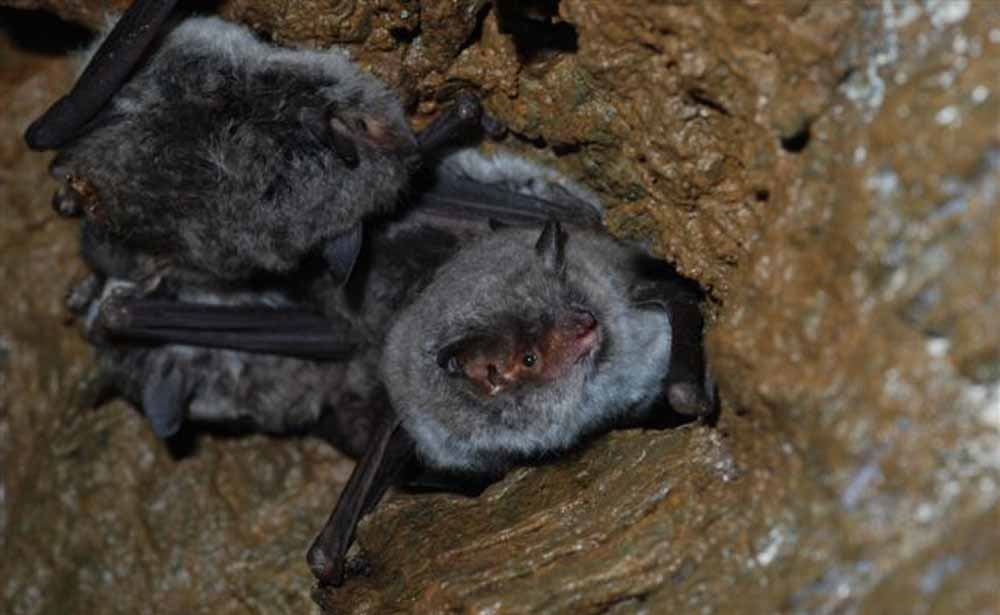
Murin de Capaccini

Le Murin de Capaccini (Myotis capaccinii), ou vespertilion de Capaccini, est une chauve-souris du genre Myotis.
C'est une espèce voisine du murin de Daubenton. Elle est plutôt méditerranéenne, fréquentant les zones humides.
Si elle forme de petites colonies en été, cette espèce au contraire hiberne isolément.

## Description
Espèce de taille moyenne et dodue. Les pieds sont proportionnellement très grands mesurant de 10 à 13 mm. Le museau est court, brun à rosé et les narines sont proéminentes. Le tragus, typique, est en forme de "S". Les membranes alaires et les oreilles sont grises. L'aile s'insère au niveau du tibia et est, comme l'uropatagium, particulièrement velue. Le pelage est long, paraissant givré, le dos est grisâtre, parfois légèrement brun, le ventre est blanc pur à blanchâtre.
Il peut se confondre avec le Murin de Daubenton (Myotis daubentonii).
- Longueur tête-corps : 4.2 - 5.7 cm
- Longueur de la queue : 3.5 - 4.2 cm
- Longueur de l'avant-bras : 3.7 - 4.4 cm
- Envergure : 23 - 26 cm
- Poids : 6 - 15 g
- Dentition : 38 dents (10 incisives, 4 canines, 12 prémolaires, 12 molaires)
- Echolocation : 45 - 80 kHz

## Répartition et habitat
Bassin méditerranéen, pays des Balkans.
Vit surtout dans les régions karstiques de la Méditerranée comportant des points d'eau (territoire de chasse), des buissons ou des forêts. Les grottes et les galeries lui servent de quartiers d'été et d'hiver (chauve-souris cavernicole ou liée au milieu souterrain).
Le Murin de Capaccini est typiquement méditerranéen. Il est lié aux réseau hydrographiques et affectionnes les fleuves ou les vaste étendues d'eau calmes. En hiver, il gîte dans les cavités, naturelle ou non, dont la température est comprise entre 2 et 10 °C. Il se tient isolé sur une paroi, derrière un décrochement de roche, ou en petits groupes d'une vingtaine d'individus. En été, il gîte dans des grottes, des cavités souterraines et parfois dans des bâtiments, ou temporairement dans des arbres ou sur une falaise pour un repos nocturne ponctuel.
En France, il ne se reproduit qu’en Corse et dans 3 autres régions du pourtour méditerranéen (Rhône-Alpes, Languedoc-Roussillon et Provence-Alpes-Côte d'Azur) pour moins de 4 000 individus reproducteurs.
En Provence, on trouve 4 colonies de reproduction totalisant environ 2 500 à 3 000 individus (dont 1 400 dans une seule cavité), soit plus de 70% de la population reproductrice connue au niveau national. La population française de Murin de Capaccini est la plus importante de tout l’Ouest méditerranéen. En outre, la région Provence Alpes Côte d'Azur compte la plus importante colonie d’hibernation connue en France avec 450 individus dans les gorges du Verdon.

## Comportement
Sociable, il est généralement fidèle à son territoire mais peut aussi migrer (migrations saisonnières visiblement importantes en Bulgarie). Jusqu'à 3000 Murin de Capaccini peuvent se rassembler dans un seul quartier d'hiver, blottis dans des fissures, parfois suspendus en grappes mixtes avec le Minioptère de Schreibers (plafonds de grotte). S'envole quand la nuit est presque entièrement tombée (vol semblable à celui du Murin de Daubenton).
Le Murin de Capaccini est l'une des premières espèces cavernicoles à quitter son repaire. Il chasse toute la nuit et ne fait généralement qu'une courte pause de 30 minutes à 1 heure. Il hiberne de novembre à mars. Les colonies de reproduction, mixtes ou non, comptent généralement de 30 à 500 individus. La maturité sexuelle est atteinte dès un an pour les femelles contre un an et demi pour les mâles. Les accouplements ont lieu dans les sites souterrains de fin septembre à octobre et aussi de décembre à février. En période de rut, les mâles montrent un pénis nettement coloré en jaune. La femelle met bas en mai (10 à 15 jours avant le Minioptère de Schreibers et le Grand Murin avec lequel il forme des colonies mixtes) d'un seul petit, parfois deux. Les jeunes se regroupent en nurserie la nuit et peuvent parfois être transférés dans des gîtes de substitution par les femelles. Le petit s'émancipe dans la première décade de juin.

## Alimentation
Le Murin de Capaccini chasse souvent des insectes ailés (diptères et névroptères) à la surface de l'eau et les consomme en vol. Grâce à ses grands pieds et à sa longue membrane alaire, il est la chauve-souris européenne la mieux adaptée à ce mode de chasse.
Il chasse entre 10 et 25 cm au-dessus de l'eau et cueille ses proies (diptères avec une grande proportion de chironomes, trichoptères) aves ces pieds ou son uropatagium. Dix à 50 individus peuvent chasser en même temps sur le même secteur.

## Menace et Protection
Le Murin de Capaccini détient le triste privilège d’être l’une des espèces de chauve-souris les plus menacées de Provence. Il est considéré comme « vulnérable » dans les listes de l’Union internationale pour la conservation de la nature (UICN) au niveau national, européen et mondial.
Au niveau international cette espèce est protégée par la Convention de Berne (annexe II) et la Convention de Bonn (annexe II). Elle est également protégée par la Directive européenne dite Directive Habitats-Faune-Flore annexe II relative aux espèces animales et végétales d'intérêt communautaire dont la conservation nécessite la désignation et annexe IV relative aux espèces animales te végétales présentant un intérêt communautaire et nécessitant une protection stricte.
Au niveau national, le Murin de Capaccini est protégé par l'Arrêté du 23 avril 2007 fixant la liste des mammifères terrestres protégés sur l'ensemble du territoire et les modalités de leur protection.

## Sources
1. ↑  Raphaël Colombo et Audrey Pichard, « Découverte de la présence du Murin de Capaccini Myotis capaccinii (Bonaparte, 1837) dans l’est des Alpes-Maritimes - Synthèse des connaissances en région Provence-Alpes Côte d’Azur. », Nature de Provence, CEN PACA, vol. 2,‎ 2013, p. 63-69 (lire en ligne [PDF])
2. ↑  Fanny Albalat et Raphaël Sané, Les chauves-souris de Provence : 20 ans d'actions, Saint-Etienne-les-Orgues, Groupe Chiroptères de Provence, 2015, 80 p. (ISBN 978-2-7466-5519-5, lire en ligne), p. 22

- * Marc Duquet, Hervé Maurin, Patrick Haffner : Inventaire de la faune de France Nathan, 2005,  (ISBN 2092780468)